# 辛铸九故居

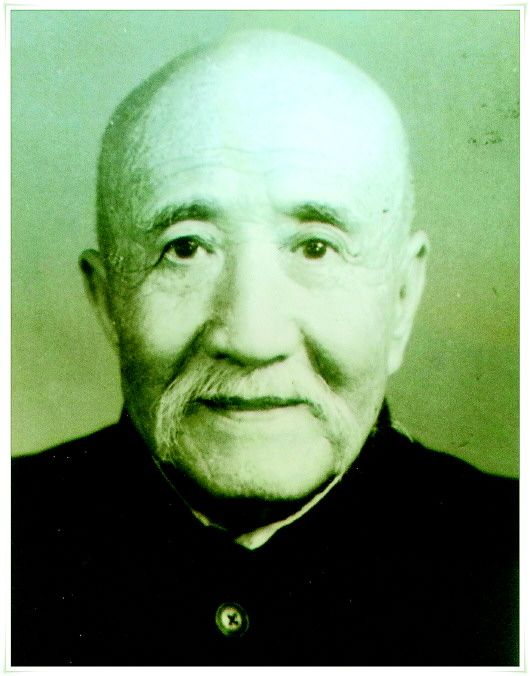
辛铸九肖像

辛铸九故居，又称辛氏公馆、辛公馆，原本坐落于山东省济南市大明湖路202号的一座近代楼房，中华民国大陆时期的开明人士、书法家，曾任济南商会会长、山东省图书馆馆长等职的辛铸九曾经的居所，2008年10月13日被拆除。

## 历史
辛氏公馆位于大明湖路南侧，曲水亭街、百花洲西侧，与大明湖南门隔路相望，是一栋用铁栅栏围起的三层小楼，小楼灰墙灰顶上下约五六十间屋子，大门外是一个花园，种植有各类植物，辛铸九一家三代都曾住在该楼内。
1990年左右，辛氏公馆旧址为大明湖饭店。济南出版社2001年出版的《图说济南老建筑（近代卷）》中曾有一章内容专门介绍辛氏公馆，书中称该建筑天际线富有变化，墙面设计为较典型的近代建筑中折衷主义的风格，结合有欧洲建筑元素和中国建筑元素，并称该建筑在当时形体尚在，但内外装修已多次改变。
辛氏公馆并未被公布为文物保护单位，2008年10月13日被拆除。生活日报发表署名文章《济南名士多名人故居少》，认为辛氏公馆未被列为名人故居保护名录是文物保护的纰漏。
2015年，济南市考古所对外公布30处抗战遗址名录，辛铸九故居是其中之一。